# Cinturó orogènic de l'Àsia central
El cinturó orogènic de l'Àsia central (abreviat CAOB, acrònim de la terminologia en llengua anglesa Central Asian Orogenic Belt, també conegut com a cinturó plegable de l'Àsia central, o els Altaids) és un dels orògens d'acreció més grans de la Terra i va evolucionar durant uns 800 milions d'anys des de l'últim Mesoproterozoic fins al triàsic inferior. Conté un registre dels processos geodinàmics durant un dels episodis més importants del creixement continental del fanerozoic.

## Ubicació
El cinturó orogènic s'estén des dels Urals fins a l'oceà Pacífic, ocupant una superfície d'uns 5,3 milions de quilòmetres quadrats, aproximadament l'11% de la superfície asiàtica. Limita al nord amb el crató siberià i al sud amb el crató de la Xina del Nord i el crató del Tarim, que proporciona substrat per a la conca del Tarim. El CAOB engloba parts de sis nacions: República Popular de la Xina, Mongòlia, Rússia, Kazakhstan, Kirguizstan i l'Uzbekistan. Inclou serralades al nord del Tibet, inclosa la de Tian Shan (en xinès "muntanyes celestials") on s'exposa un bon exemple d'acreció de l'arc paleozoic. El massís de l'Altai de Rússia, Kazakhstan, el nord-oest de la Xina i l'oest de Mongòlia també exposen un terreny d'acreció complex. Les roques del cinturó també estan ben exposades a Kazakhstan, la serralada de Gobi del sud del sud de Mongòlia, el Beishan i la Mongòlia Interior del nord de la Xina, les muntanyes Saian del sud de Sibèria al nord de Mongòlia, les serres de Buriàtia al sud de Sibèria al sud del llac Baikal i a l'Extrem Orient de la Xina i Rússia.

## Evolució geològica
Hi ha hagut molta discussió sobre l'evolució tectònica del CAOB durant les dues últimes dècades, i aquestes interpretacions es divideixen en dos grups generals.
Un grup d'investigadors suggereix que el cinturó va créixer, al Neoproterozoic i al Paleozoic, des del marge del crató siberià cap al sud a través de l'acreció d'arcs insulars i blocs continentals precambrians fins que l'evolució es va acabar per col·lisió amb els cratons del nord de la Xina i Tarim al darrer paleozoic al mesozoic inferior. La posició paleogeogràfica original dels blocs continentals es debat, però alguns estudis suggereixen una afinitat de Gondwana de molts terrenys al·lòctons, mentre que altres infereixen un origen siberià o tarim per als mateixos blocs. El segon grup d'investigadors considera que el cinturó es compon principalment d'un enorme complex de subducció-acreció del Paleozoic, que es va acumular contra un únic arc magmàtic llarg.
El CAOB, com altres orògens d'acreció importants, consta de:
1. falques d'acreció;
2. arc insular, sistemes d'arc anterior i posterior, ofiolites en gran part desmembrades, altiplans oceànics;
3. blocs d'escorça continental més antiga, amb edats des de l'Arqueà fins al Neoproterozoic;
4. granit sinorogènic i roques metamòrfiques incloses les roques metamòrfiques HP-UHP exhumades,
5. conques sedimentàries clàstiques;
6. granitoides permians post-colisionals i llocs magmàtics intraplaques. Zones de cisalla del Paleozoic superior a gran escala segueixen el gra orogènic.

Hi ha moltes controvèrsies sobre l'evolució tectono-magmàtica del CAOB. Un és el problema de l'escorça juvenil i reciclada en la formació de roques ígnies CAOB. D'una banda, el CAOB es considera el lloc més important de formació d'escorça juvenil des del Neoproterozoic, perquè durant la seva amalgama, que implicava terrenys de diferent origen geodinàmic recoberts per unitats magmàtiques, es van generar quantitats massives de magmes granítics amb signatures d'isotòpic del neodimi juvenil. Tanmateix, la datació cronológica recent basada en restes de zircó detrític i la datació del radiomètrica de zicons van confirmar un paper important per a l'escorça més antiga en l'evolució de l'orogen.
Els espectres de datació de la petita quantitat de zircó del neoproterozoic i el molt més gran del paleozoic coincideixen molt bé amb el creixement de l'escorça CAOB, però els pics més antics entre 1,8 Ga i 2,7 Ga suggereixen una implicació de l'escorça més antiga.